# ترددات الراديو التعريفية في المدارس
ترددات الراديو التعريفية في المدارس (RFID) هي تكنولوجيا تم استخدامها في العديد من المدارس لتسجيل ورصد الطلاب.

## في الولايات المتحدة الأمريكية
يعتقد أن أول مدرسة في الولايات المتحدة  قدّمت تكنولوجيا ترددات الراديو التعريفية كانت مدرسة الربيع المستقلة بالقرب من هيوستن، ولاية تكساس عام 2004؛ حيث منحت 28000 طالب شارات تردد راديو تعريفية لتسجيل الطلاب عند صعود الحافلة وعند النزول منها، وتوسعت الترددات لتشمل تعقب مواقع في الحرم المدرسي عام 2008. وفي يناير 2005 احتج الآباء عندما أصدرت مدرسة بريتان الابتدائية ترددات راديو تعريفية للطلاب.
عُرِضَ على مسؤولين في مدرسة في سوتير ولاية كاليفورنيا المال لاختبار ترددات راديو تعريفية من شركة انْكـم "InCome " وإصدار إشارات راديو تعريفية للطلاب، شعر الطلاب والآباء أنهم غير مطلعين بشكل كامل على تقنية الترددات اللاسلكية التعريفية وتساءلوا عن التكتيكات التي استخدمتها المدرسة لتنفيذ البرنامج، وأخلاقيات الصفقة النقدية التي أجرتها المدرسة مع الشركة لاختبار منتجها والترويج  له. وبسرعة قضي الآباء على البرنامج بمساعدة الاتحاد الأمريكي للحريات المدنية.
وفي عام 2012  قدمت مدرسة مقاطعة نورث سايد المستقلة، سان أنطونيو ولاية تكساس ترددات راديو تعريفية مفعلة  بارتداء حبل يوضع حول رقبة الطلاب، وأحد الطلاب رفض الاشتراك في البرنامج  فَفُصل من المدرسة بعد قضية، في النهاية تركت المدرسة البرنامج وبدأت في تعقب الطلاب باستخدام الكاميرا كبديل.

## المملكة المتحدة
في عام 2007 في دونكاستر، المملكة  المتحدة، جربت ثانوية هنجرهيل رقائق ترددات الراديو التعريفية مُخيطّة في سترات التلاميذ. قام بتجربتها عشرة تلاميذ لأجل الحضور، وقد كانت هناك مخاوف من الخصوصية فتم إيقاف التجربة.
أما جامعة غرب شيشاير فقد أدمجت ترددات راديو تعريفية ذات نشاط واسع "UWB" ، داخل الحرم الجامعي الجديد في تشيستر عام 2010 وميناء إليسمير 2011 لوضع شارات على الطلاب والممتلكات باستخدام نظام توقيت حقيقي تبعاً للموقع؛ ارتدي الطلاب تلك الإشارات حول عنقهم، ثم توقفت الجامعة عن استخدام الترددات للإشارة للطلاب في فبراير 2013.
وقد أرسلت مجموعة حرية طلب المعلومات  للجامعة  حول ترددات الراديو التعريفية لتتبع الطلاب وطلبت بعض المواصفات لنشاطها في جامعة "West Cheshire college "
●       نشاط الترددات اللاسلكية المنبعثة من الشارات تكون بين تردد 6.35 إلى 6.75 غيغاهرتز.
●       متوسط عمر بطارية الشارة للترددات هو سبع سنوات.
●       تقع أجهزة الاستقبال، التي يمكنها استقبال الإشارات على مسافة تصل إلى 328 قدمًا، في جميع أنحاء مباني الحرم الجامعي، وذلك لضمان إمكانية تحديد العلامات بصرف النظر عن مكان وجود الطالب داخل المدرسة.
●       توفر  شارات الترددات دقة في حدود 1 متر (3.3 قدم).
●       معدل نقل إشارات الترددات مرة واحدة في الثانية الواحدة.
●       تستخدم جامعة "West Cheshire College"  شارات تتبع نظام توقيت حقيقي تبعاً للموقع.
●       يتيح نظام التوقيت الحقيقي تبعاً للموقع مراقبة الطلاب والموظفين في مجموعات واحدة.

## ألمانيا
بعد حادث إطلاق النار في مدرسة في ألمانيا عام 2009 والذي أودي بحياة 16 شخصاً، قامت مدرسة فريدريش فون كانيتز " the Friedrich-von-Canitz School" بتنفيذ تقنية التوقيت الحقيقي تبعاً للموقع عبر شبكة Wi-Fi.
تم تطوير الحل من قِبل الشركة الألمانية (How To Organize (H2O بالتعاون مع المعلمين وقوة الشرطة المحلية.

## الهند
نفذت مدرسة A.B.Patil ، سانجلي، ماهاراشترا تكنولوجيا UHF لتتبع الطلاب في مباني المدرسة.